# Picard-modulär yta
Inom matematiken är en Picard-modulär yta, studerade av Picard (1881), en komplex yta konstruerad som kvoten av enhetssfären i C2 med en Picard-modulär grupp.
Picard-modulära ytor är bland de enklaste exemplen på Shimuravarieteter.